# Salix nakamurana
Salix nakamurana es una rara especie de sauce perteneciente a la familia de las salicáceas. Es nativa de las laderas alpinas del centro de Japón.

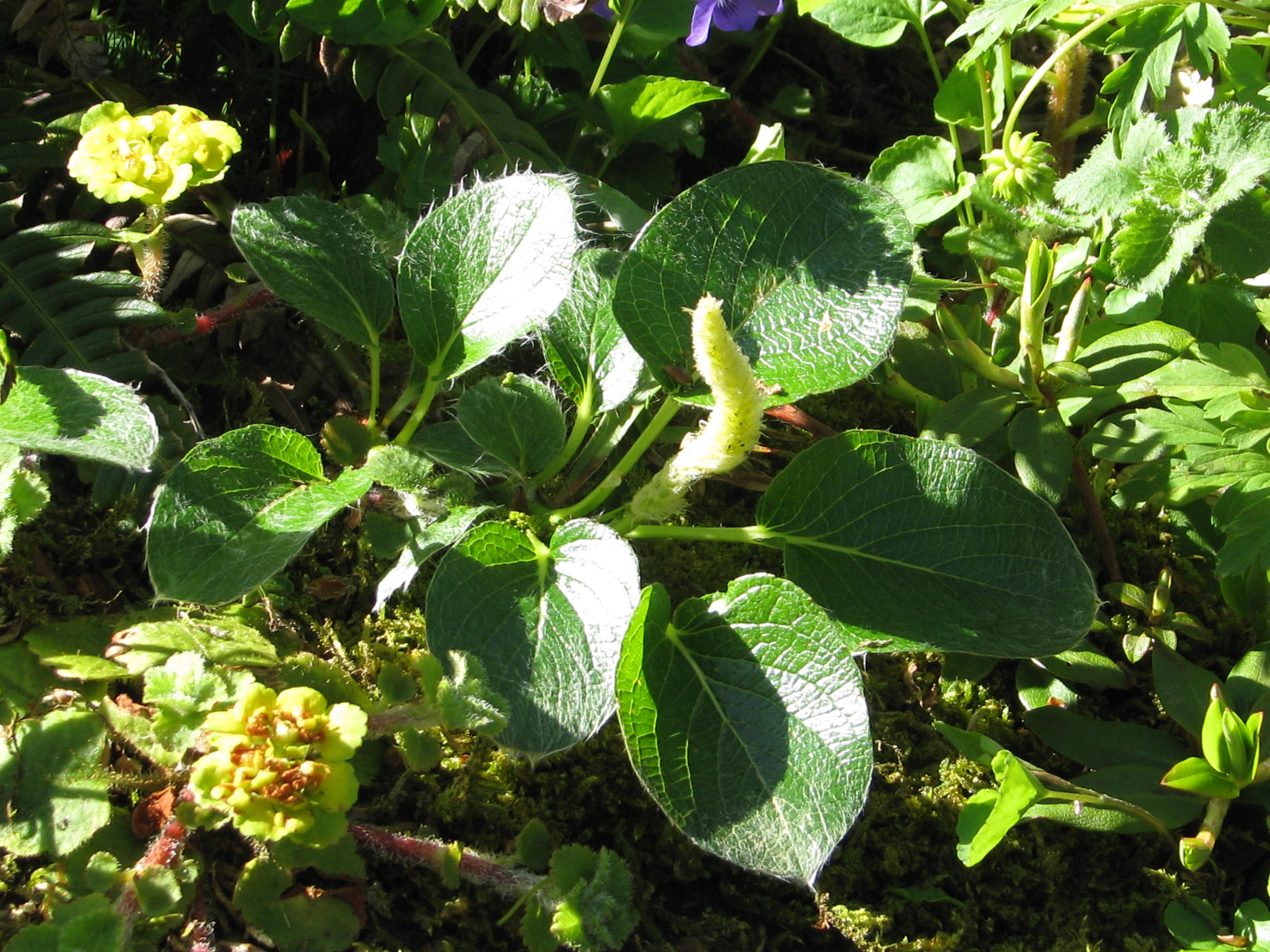
Vista de la planta

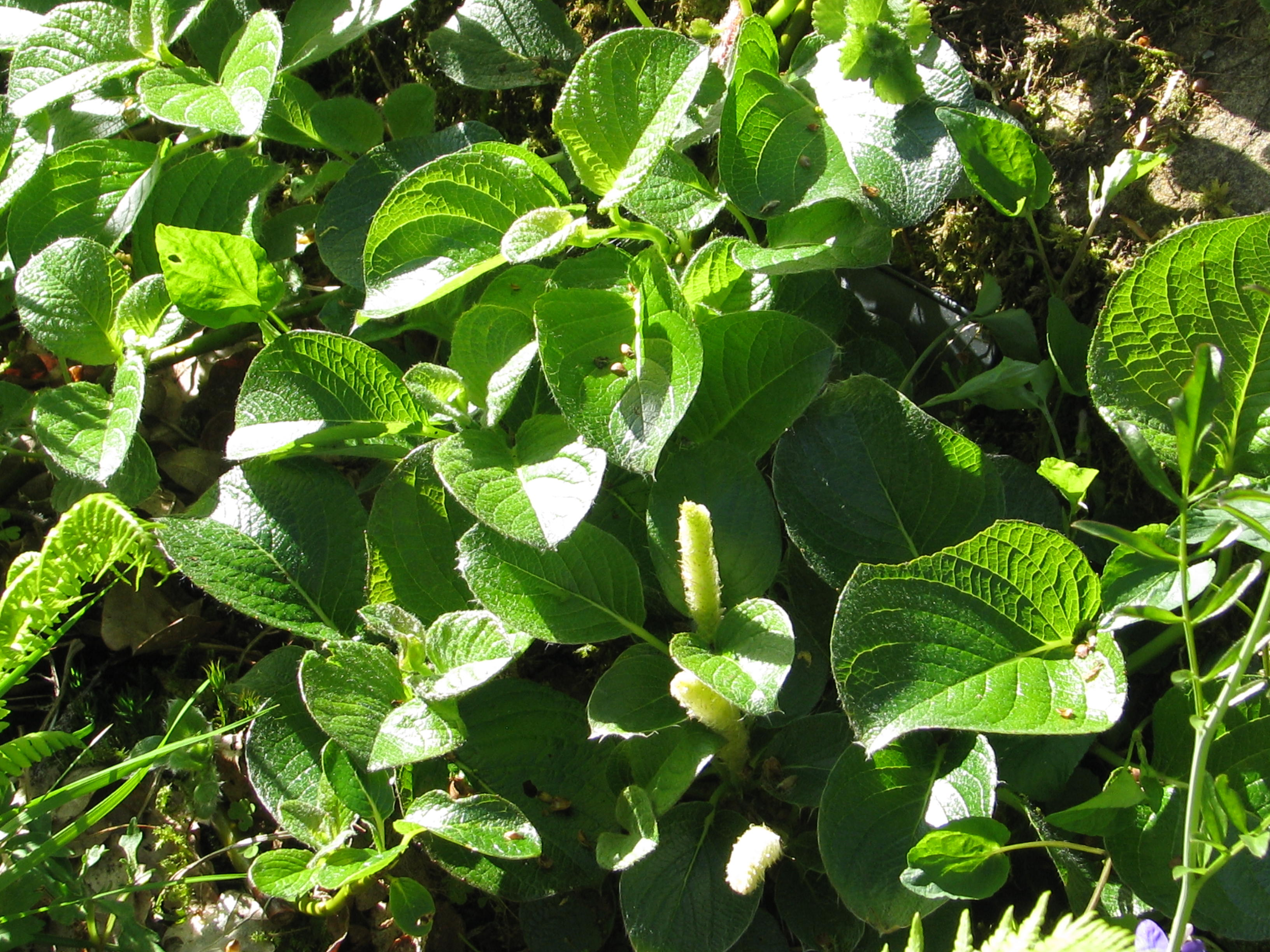
Vista de la planta

## Descripción
Es un pequeño arbusto postrado caducifolio que alcanza un tamaño de 10 a 30 cm de altura. Forma una pequeña comunidad de ramas rastreras. Las hojas son ovales y aparecen después del deshielo y miden aproximadamente 2 a 5 cm de longitud. Los márgenes son serrados. Es dioica en la que las flores masculinas y femeninas se presentan en plantas separadas.

## Taxonomía
Salix nakamurana fue descrita por Gen-Iti Koidzumi y publicado en Bot. Mag. (Tokyo) 1913
Etimología
Salix: nombre genérico latino para el sauce, sus ramas y madera.
nakamurana: epíteto
Sinonimia
- Salix aquilonia KIMURA
- Salix ketoiensis KIMURA
- Salix rashuwensis KIMURA[3]